# Margam Castle
Margam Castle ist ein Herrenhaus im Neath Port Talbot County Borough in Wales.
Das als Kulturdenkmal der Kategorie Grade I klassifizierte Herrenhaus befindet sich fünf Kilometer südöstlich der Stadt Port Talbot und liegt etwa 300 m östlich der mittelalterlichen ehemaligen Margam Abbey. Der das Herrenhaus umgebende Park dient als Margam Country Park als Naherholungsgebiet.

## Geschichte
Die ehemalige Zisterzienserabtei Margam Abbey war seit 1537 im Besitz der Familie Mansel. Ein im 16. Jahrhundert errichtetes Herrenhaus war in den 1780er Jahren von Thomas Mansel Talbot abgerissen worden, da er sich Penrice Castle auf der Gower-Halbinsel als neuen Wohnsitz errichten ließ. Anstelle des alten Herrenhauses ließ er in Margam von 1787 bis 1793 nach Entwürfen von Anthony Keck eine prächtige Orangerie mit einem angrenzenden Garten errichten. Bei seinem Besuchen in Margam wohnte er in der südwestlich gelegenen Margam Lodge.
Sein Sohn Christopher Rice Mansel Talbot plante ab den 1820er Jahren, in Margam ein neues Herrenhaus zu bauen. Inspiriert wurde er durch Lacock Abbey, dem Sitz seines Cousins William Henry Fox Talbot, und durch den Sitz der Familie seiner Mutter, Melbury House in Dorset, das einen achteckigen Turm besitzt. Das neue Herrenhaus wurde von dem Architekten Thomas Hopper entworfen und ab 1830 erbaut. Neben Hopper war auch der Architekt Edward Haycock, ein Schüler Jeffry Wyatvilles, an den Entwürfen für die Fassade, Inneneinrichtung und Nebengebäude beteiligt. Das Äußere war um 1836 vollendet, die aufwändige und prächtige Inneneinrichtung wurde 1840 abgeschlossen. Insgesamt hatte der Bau des Herrenhauses £ 50.000 gekostet.
Margam Abbey wurde zu einem glanzvollen Treffpunkt der viktorianischen Gesellschaft. Von Talbots Cousin William Henry Fox Talbot, der ein häufiger Gast war, stammt eine der ersten Fotografien, die die Ecke der Südwestfassade zeigt. Zu den Gästen zählten auch der Prince of Wales, der spätere König Edward VII., und seine Frau Alexandra, die am 17. Oktober 1881 das Herrenhaus besuchten. Christopher Rice Mansel Talbot starb 1890. Seine unverheiratet gebliebene Tochter Emily Talbot erbte Margam und Penrice; in Margam ließ sie einige kleinere Umbauten und Renovierungen vornehmen. Auch unter ihr blieb das Herrenhaus ein Treffpunkt der Gesellschaft der Edwardischen Epoche. Nach ihrem Tod 1918 erbte ihr Neffe Andrew Mansel Talbot Fletcher Margam. Er und seine Familie bewohnten das Haus im Sommer und öffneten oft den Park für die Öffentlichkeit und für Gartenfeste. Fletcher unterstützte mehrere Expeditionen von Frank Kingdon-Ward, dieser brachte im Gegenzug exotische Rhododendren und andere Pflanzen von seinen Reisen für den Park mit.

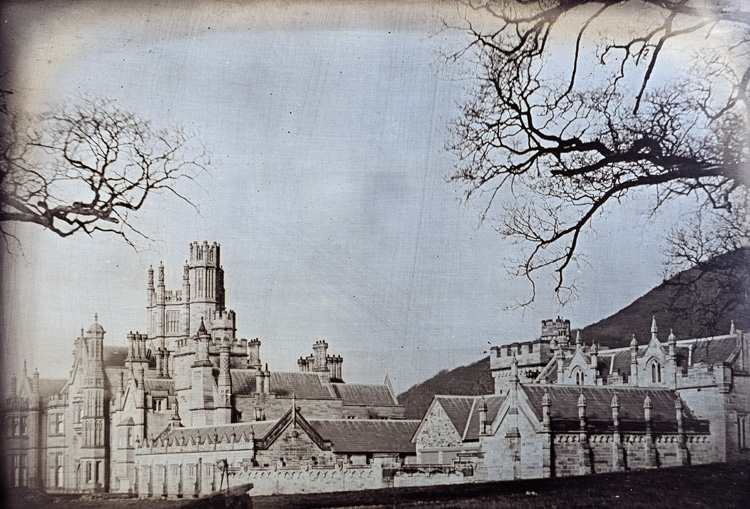
Daguerreotypie von Calvert Richard Jones, 1841

Nach dem Ausbruch des Zweiten Weltkriegs wurde das Herrenhaus 1939 teilweise von der Armee beschlagnahmt. Fletcher ließ in einer gewaltigen, von Christie’s organisierten Auktion vom 27. bis zum 30. Oktober 1941 die Einrichtung des Herrenhauses – Mobiliar, Silber, Porzellan, Bücher, Wandteppiche und die Gemäldesammlung mit Werken von Dell’Abbate, Rembrandt, Canaletto, Gentileschi sowie den Originalbauplänen des Hauses versteigern. Fortan lebte er mit seiner Familie auf seinem schottischen Besitz Saltoun Hall, Margam verkaufte er 1942 an den Brauereibesitzer David Evans-Bevan. Bis Kriegsende blieben britische und amerikanische Truppen im Herrenhaus einquartiert, aber auch nach Kriegsende wohnte Evans-Bevan nie in dem leeren, ausgeräumten Herrenhaus, das langsam verfiel und ein Ziel von Einbrechern und Vandalismus wurde. 1973 erwarb das Glamorgan County Council das Herrenhaus und den Park. Zuerst wurden Arbeiten im Park durchgeführt und die georgianische Orangerie gesichert und die Stallungen renoviert. Im Juni 1977 wurde ein kleiner Ausstellungsraum eröffnet. Im Herrenhaus hatten erste Aufräumarbeiten begonnen, als das Innere am 4. August 1977 ausbrannte. Ein umfangreiches Restaurierungs- und Renovierungsprogramm startete, doch wegen knapper Finanzen schritt die Renovierung nur langsam fort und ist bis heute noch nicht abgeschlossen. Durch eine Verwaltungsreform ist das Herrenhaus seit April 1996 im Besitz des Neath Port Talbot County Borough Council.
Der Park ist als Margam Country Park öffentlich zugänglich. Im Sommer können das große Treppenhaus und einige Räume im Erdgeschoss des Herrenhauses besichtigt werden, in den Nebengebäuden befindet sich das Besucherzentrum des Country Parks. Der Nordflügel dient als Gästehaus für Schulklassen des Field Studies Council.

## Anlage

### Herrenhaus
Das Herrenhaus liegt östlich der ehemaligen Klosterkirche am Fuß eines bewaldeten Hügels mit dem eisenzeitlichen Hillfort Mynydd-y-Castell erbaut. Auf unregelmäßigen Grundriss wurde das von Westen nach Osten ausgerichtete Herrenhaus um einen Innenhof errichtet. Das Haupthaus der ausgedehnten Anlage wird von einem viergeschossigen achteckigen Turm gekrönt, östlich des Haupthauses befinden sich die um zwei Innenhöfe errichteten Wirtschaftsgebäude, anschließend die Stallungen. Das Haus besitzt eine prächtige, mit Wappen und Skulpturen geschmückte Sandsteinfassade im Neo-Tudorstil. Über den zwei Hauptgeschossen befindet sich ein Dachgeschoss mit zahlreichen Erkern, Giebeln, Zinnen, Türmchen und Schornsteinen, das verwinkelte Dach ist mit Blei und Schiefer gedeckt.
Im Süden und Westen ist das Herrenhaus von einer Terrasse mit formal angelegten Beeten umgeben, das durch einen zweigeschossigen, übergiebelten Vorbau betonte Hauptportal befindet sich im Norden der Anlage.

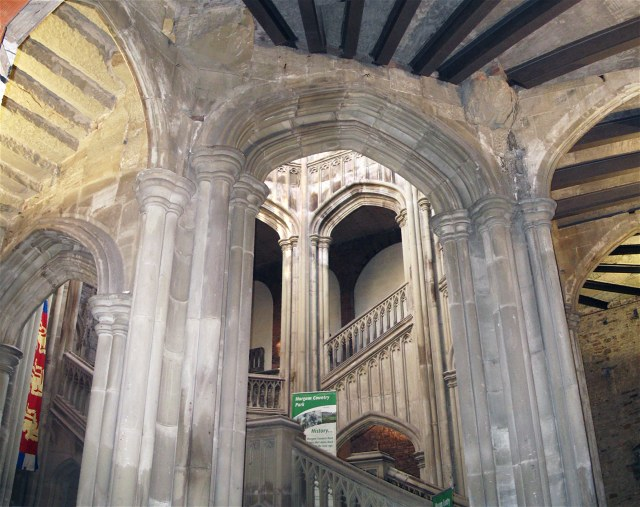
Das Haupttreppenhaus im Turm

### Orangerie
50 m südlich der mittelalterlichen Klosterkirche befindet sich die Orangerie. Mit fast 100 m Länge ist sie die längste Orangerie in Großbritannien. Die Südfassade besitzt 27 Bogenfenster, im Westen befindet sich der ehemalige Bibliothekspavillon, der schlichter gestaltete Ostpavillon nahm die Skulpturensammlung der Talbots auf. Nach der Auktion 1942 verblieb nur eine antike Skulptur des Kaisers Lucius Verus in dem Raum. Die alten Orangenbäume verfroren während des Zweiten Weltkriegs, als das Gebäude vom Militär beschlagnahmt wurde und die Bäume im Winter nicht hereingeholt werden konnten. In den 1970er Jahren wurde die Orangerie renoviert und im Juni 1977 von Elisabeth II. mit neuen Zitronenbäumen wiedereröffnet. Teilweise wird der langgestreckte, aber nur 9 m breite Bau auch als Konzert- oder Festsaal genutzt.
Südlich der Orangerie befindet sich ein formal angelegter Garten mit exotischen Bäumen wie mehreren Tulpenbäumen und einer Korkeiche.

### Citrus House

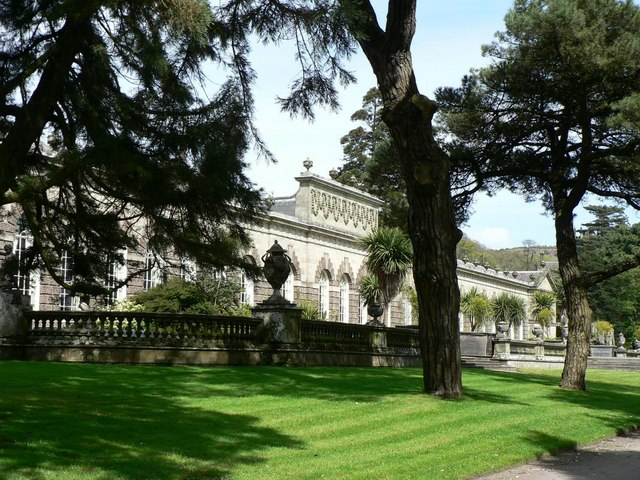
Orangerie

Das Citrus House, ein großes Gewächshaus, wurde um 1800 von Thomas Mansel Talbot erbaut und ersetzte mindestens drei frühere Gewächshäuser, in denen die Fuchsien und Zitronenbäume überwinterten. Das über 44 m lange Gebäude liegt nordwestlich der Orangerie und besteht aus einer über 38 m langen Eisen-Glaskonstruktion mit einer steinernen Rückwand und zwei mit Glasdächern versehenen Eckpavillons. Nachdem es 2007 wegen Baufälligkeit geschlossen werden musste, wird es derzeit für £ 1.800.000 aufwändig restauriert.

### Park
Südlich des Herrenhauses befinden sich eine weite, von Baumgruppen durchsetzte Wiese, die in den weiteren, insgesamt 344 ha großen Landschaftspark übergeht und ein See.
Im 200 ha großen Wildpark lebt seit normannischer Zeit eine Damwildherde, die heute etwa 300 Tiere umfasst. Durch eine Zusammenarbeit mit dem Whipsnade Zoo leben seit den 1990er Jahren auch über 60 Rothirsche und über 30 Davidshirsche im Park. Im Farm Trail befindet sich ein Streichelzoo sowie eine Herde der bis 1979 als ausgestorben gegoltenen Glamorgan-Rinder.
Seit dem Erwerb durch das Glamorgan County Council 1973 wurde der Park als öffentliches Erholungsgebiet ausgebaut, dazu gehörte die Anlage von Parkplätzen, Picknick- und Grillplätzen, Spielplätzen, einer Schmalspurbahn und eines Seilgartens. 2007 bis 2008 wurde im südlichen Park das Margam Discovery Centre ein modernes Lernzentrum des Field Discovery Council erbaut.